# 成公 (曹)
成公（せいこう）は、春秋時代の曹の君主（在位前578年 - 前555年）。姓は姫、名は負芻。『史記』は文公の子で、宣公の弟とし、杜預注は宣公の庶子とする。紀元前578年、宣公が出征中に死去すると、国人の負託をうけて国都の留守をつとめ、宣公の子である公子欣時（子臧）を派遣して宣公の遺体を迎えさせた。宣公の太子を殺害して曹国の君主となった。宣公の葬儀の後、公子欣時が亡命しようとしたので、引き留めた。紀元前576年、晋・斉・魯・宋・衛・鄭と戚で会したが、太子を殺害して即位した罪をとがめられ、晋に逮捕されて王都に送られた。諸侯は公子欣時を立てようとしたが、公子欣時は宋に亡命した。紀元前575年、王都から曹に帰国した。在位23年。紀元前555年、晋・魯・宋・衛・鄭らと会盟して斉を攻撃した。成公は軍中で死去した。武公の父。